# Post hoc ergo propter hoc
Post hoc ergo propter hoc ('depois disso, logo, causado por isso') é uma expressão latina referente a uma falácia lógica também conhecida simplesmente como falácia post hoc ou correlação coincidente e que consiste na ideia de que, se dois eventos ocorrem em sequência cronológica, terão necessariamente uma relação de causa e efeito.
Trata-se de um erro especialmente tentador, porque a sequência temporal parece ser parte integrante de causalidade. Entretanto, a falácia se produz justamente porque a conclusão decorre unicamente da ordem cronológica dos acontecimentos, sem que sejam considerados outros fatores que possam excluir (ou confirmar) tal conexão. Ademais, mesmo que haja correlação estatística entre duas variáveis, isso não implica causalidade, ou seja, não necessariamente uma variável é causa da outra.

## Estrutura lógica
- Ocorreu A, e depois ocorreu B.
- Logo, A é a causa de B.

Nas circunstâncias em que B é indesejado, a falácia toma a forma de "Evitando que A aconteça, B não acontecerá".

## Faláciapost hoce pseudociência
A falácia post hoc pode levar a concepções equivocadas sobre as causas de vários fenômenos e frequentemente está na base de muitos argumentos pseudocientíficos, fraudes ou erros, a exemplo do que ocorreu no caso de um artigo publicado na revista Lancet, em 1998, segundo o qual vacina tríplice seria responsável pelo autismo em crianças.

## A faláciapost hoce pensamento mágico
A falácia post hoc também pode levar ao pensamento mágico, isto é, à crença de que eventos não relacionados estão ligados causalmente, apesar da ausência de qualquer ligação plausível. As superstições, tais como a crença de que gatos pretos causam infortúnio, seguem esse padrão.

## Exemplos
- O galo sempre canta antes do nascer do sol; logo, o sol nasce porque o galo canta.
- Um novo morador, João, chega a uma residência estudantil. O fogão da residência passa a apresentar problemas. Os antigos moradores concluem: "Se nós nunca tivemos problemas com o fogão até a chegada de João, então João é a causa do problema."
- Todos os que bebem água morrem; logo, água é mortal.